# Britische Tourenwagen-Meisterschaft 2005

Das offizielle Logo der BTCC

Die 48. Saison der Britische Tourenwagen-Meisterschaft begann am 9. April 2005 in Donington Park und endete am 2. Oktober 2005 in Brands Hatch. Sie bestand wie 2004 aus zehn Rennwochenenden mit je drei Rennen auf neun verschiedenen Strecken. Nach insgesamt 30 Rennen siegte Matt Neal (Honda Integra) vor Yvan Muller (Vauxhall Astra Sport Hatch) und Dan Eaves (ebenfalls Honda Integra). Sieger der Konstrukteurswertung wurde Vauxhall.

## Änderungen zur Saison 2005
Der Reifenhersteller Dunlop wurde neuer Titelsponsor der Serie. Die Startaufstellung für das dritte Rennen eines Rennwochenendes wurde durch die Zielreihenfolge des zweiten Rennens festgelegt, jedoch mit den ersten zehn in umgekehrter Reihenfolge. 2004 wurde diese Regel noch für das zweite Rennen mit der Zielreihenfolge des ersten Rennens umgesetzt. Die Autos der ersten fünf in der Meisterschaft bekamen einen Championship Ballast für die Trainingseinheit, das Qualifying und das erste Rennen. Der „negative“ Ballast für die Fahrer, welche nicht auf den ersten fünf Plätzen ins Ziel kamen, wurde abgeschafft. Die Anzahl der Reifen wurde auf 16 neue Slicks pro Rennwochenende limitiert, jedoch ohne Limit für Regenreifen. Die Anzahl der Testtage während der Saison wurde für alle Teams auf vier beschränkt. Die Independent Teams Championship wurde eingeführt. Diese gewann das Team Halfords mit 725 Punkten vor dem Team WSR mit 256 Punkten. Auf Platz drei kam das Team Arena Motorsports mit 230 Punkten.

## Ergebnisse und Wertungen

### Kalender
|            | Datum              | Rennen     | Strecke                   | Pole-Position    | Platz 1          | Platz 2          | Platz 3          |
| ---------- | ------------------ | ---------- | ------------------------- | ---------------- | ---------------- | ---------------- | ---------------- |
| 1, 2, 3    | 9.–10. April       | England    | Donington                 | Colin Turkington | Matt Neal        | Yvan Muller      | Dan Eaves        |
| 1, 2, 3    | 9.–10. April       | England    | Donington                 | Colin Turkington | Yvan Muller      | Rob Collard      | Matt Neal        |
| 1, 2, 3    | 9.–10. April       | England    | Donington                 | Colin Turkington | Matt Neal        | Dan Eaves        | Yvan Muller      |
| 4, 5, 6    | 30. April – 1. Mai | England    | Thruxton                  | Tom Chilton      | Dan Eaves        | Jason Plato      | Matt Neal        |
| 4, 5, 6    | 30. April – 1. Mai | England    | Thruxton                  | Tom Chilton      | Dan Eaves        | Matt Neal        | Yvan Muller      |
| 4, 5, 6    | 30. April – 1. Mai | England    | Thruxton                  | Tom Chilton      | Dan Eaves        | Colin Turkington | Yvan Muller      |
| 7, 8, 9    | 4.–5. Juni         | England    | Brands Hatch (Indy)       | Matt Neal        | Matt Neal        | Colin Turkington | Yvan Muller      |
| 7, 8, 9    | 4.–5. Juni         | England    | Brands Hatch (Indy)       | Matt Neal        | Matt Neal        | Jason Plato      | Dan Eaves        |
| 7, 8, 9    | 4.–5. Juni         | England    | Brands Hatch (Indy)       | Matt Neal        | Yvan Muller      | Dan Eaves        | Jason Plato      |
| 10, 11, 12 | 18.–19. Juni       | England    | Oulton Park               | Jason Plato      | Jason Plato      | Matt Neal        | Dan Eaves        |
| 10, 11, 12 | 18.–19. Juni       | England    | Oulton Park               | Jason Plato      | Matt Neal        | Yvan Muller      | Dan Eaves        |
| 10, 11, 12 | 18.–19. Juni       | England    | Oulton Park               | Jason Plato      | Tom Chilton      | Matt Neal        | Jason Plato      |
| 13, 14, 15 | 16.–17. Juli       | England    | Croft                     | Colin Turkington | Colin Turkington | Yvan Muller      | Matt Neal        |
| 13, 14, 15 | 16.–17. Juli       | England    | Croft                     | Colin Turkington | Yvan Muller      | Colin Turkington | Tom Chilton      |
| 13, 14, 15 | 16.–17. Juli       | England    | Croft                     | Colin Turkington | Dan Eaves        | Matt Neal        | Jason Plato      |
| 16, 17, 18 | 23.–24. Juli       | Irland     | Mondello Park             | Yvan Muller      | Yvan Muller      | Jason Plato      | Matt Neal        |
| 16, 17, 18 | 23.–24. Juli       | Irland     | Mondello Park             | Yvan Muller      | Colin Turkington | Dan Eaves        | Matt Neal        |
| 16, 17, 18 | 23.–24. Juli       | Irland     | Mondello Park             | Yvan Muller      | Yvan Muller      | Tom Chilton      | Rob Collard      |
| 19, 20, 21 | 6.–7. August       | England    | Snetterton                | Tom Chilton      | Tom Chilton      | Dan Eaves        | Matt Neal        |
| 19, 20, 21 | 6.–7. August       | England    | Snetterton                | Tom Chilton      | Tom Chilton      | Dan Eaves        | Matt Neal        |
| 19, 20, 21 | 6.–7. August       | England    | Snetterton                | Tom Chilton      | Jason Plato      | James Pickford   | Yvan Muller      |
| 22, 23, 24 | 27.–28. August     | Schottland | Knockhill                 | Colin Turkington | Yvan Muller      | Matt Neal        | Colin Turkington |
| 22, 23, 24 | 27.–28. August     | Schottland | Knockhill                 | Colin Turkington | Matt Neal        | Yvan Muller      | Tom Chilton      |
| 22, 23, 24 | 27.–28. August     | Schottland | Knockhill                 | Colin Turkington | Rob Collard      | Matt Neal        | Tom Chilton      |
| 25, 26, 27 | 17.–18. September  | England    | Silverstone               | Gareth Howell    | Tom Chilton      | James Pickford   | Jason Plato      |
| 25, 26, 27 | 17.–18. September  | England    | Silverstone               | Gareth Howell    | Luke Hines       | Gavin Smith      | Dan Eaves        |
| 25, 26, 27 | 17.–18. September  | England    | Silverstone               | Gareth Howell    | Gareth Howell    | Rob Collard      | Tom Chilton      |
| 28, 29, 30 | 1.–2. Oktober      | England    | Brands Hatch (Grand Prix) | Dan Eaves        | Dan Eaves        | Yvan Muller      | Jason Plato      |
| 28, 29, 30 | 1.–2. Oktober      | England    | Brands Hatch (Grand Prix) | Dan Eaves        | Jason Plato      | Dan Eaves        | Matt Neal        |
| 28, 29, 30 | 1.–2. Oktober      | England    | Brands Hatch (Grand Prix) | Dan Eaves        | Rob Collard      | James Pickford   | Gavin Smith      |

## Punktestand

### Fahrer
| Pl. | Fahrer           | Punkte |
| --- | ---------------- | ------ |
| 1.  | Matt Neal        | 316    |
| 2.  | Yvan Muller      | 273    |
| 3.  | Dan Eaves        | 269    |
| 4.  | Jason Plato      | 208    |
| 5.  | Tom Chilton      | 175    |
| 6.  | Colin Turkington | 174    |

| Pl. | Fahrer         | Punkte |
| --- | -------------- | ------ |
| 7.  | Robert Collard | 173    |
| 8.  | James Pickford | 116    |
| 9.  | Luke Hines     | 87     |
| 10. | Gavin Smith    | 86     |
| 11. | James Kaye     | 58     |
| 12. | Gareth Howell  | 54     |

| Pl. | Fahrer           | Punkte |
| --- | ---------------- | ------ |
| 13. | Jason Hughes     | 22     |
| 14. | Richard Williams | 14     |
| 15. | Mark Proctor     | 13     |
| 16. | Fiona Leggate    | 12     |
| 17. | Ian Curley       | 3      |
| 18. | Andy Neate       | 1      |

### Marke
| Pl. | Marke    | Punkte |
| --- | -------- | ------ |
| 1.  | Vauxhall | 781    |
| 2.  | Seat     | 629    |